# Шайдаровская улица
Шайдаровская улица — улица на юге Москвы в районе Москворечье-Сабурово Южного административного округа.
Проектируемый проезд № 6370 получил название Шайдаровская улица в ноябре 2020 года по бывшей деревне Шайдрово (известной также как Шайдарова), включённой в черту Москвы в 1960 году.
Улица начинается от Кантемировской улицы, проходит на север, поворачивает на северо-восток, затем на запад параллельно Кантемировской и выходит на улицу Кошкина.
Физически это дворовый проезд вдоль дома серии П3, сквозной проезд не предполагался.